# Gare de Beaune
Gare de Beaune – stacja kolejowa w Beaune, w departamencie Côte-d’Or, w regionie Burgundia-Franche-Comté, we Francji. Została otwarta w 1849. Znajduje się na linii Paryż-Marsylia. Jest obsługiwana przez pociągi TGV i TER Bourgogne.